# Chargoggagoggmanchauggagoggchaubunagungamaugg
A Massachusetts államban elhelyezkedő Chargoggagoggmanchauggagoggchaubunagungamaugg, a köznyelvben gyakrabban használt néven Webster-tó a leghosszabb földrajzi név birtokosa az Amerikai Egyesült Államokban. A tó a közeli Webster város mellett fekszik, Connecticut állam határához közel, innen az egyszerűsített elnevezés. Felszíne 5,84 km².

## Az elnevezés
A tó neve az algonkin nipmuc nyelvből származik és állítólagos jelentése „Határmenti halászhely – semleges találkozási terep”. Ez a jelentés eltér attól a humoros fordítástól, mely szerint: „Te a te oldaladon halászol, én az enyémen halászok, középütt meg senki sem halászik”, melyet Laurence J. Daly-nek, a The Webster Times egykori szerkesztőjének tulajdonítanak.